# Беларусь и НАТО
Отношения НАТО и Республики Беларусь направлены на сохранение безопасности и реализации общих интересов по индивидуальной программе партнёрства. Главным координирующим органом процесса достижения целей контактов «Беларусь — НАТО» является департамент международного военного сотрудничества белорусского военного ведомства.

## История
В 1995 году Беларусь присоединилась к программе НАТО «Партнёрство во имя мира». В 1997 году страна приняла участие в программе индивидуального партнёрства. С 1998 года Беларусь имеет собственное дипломатическое представительство в НАТО.
В январе 2006 года Беларусь и НАТО утвердили первый пакет документов о партнёрстве, в составе 21 цели и оценочного документа.
В 2010-м Минск поддержал миссию ISAF в Афганистане в воздушном пространстве. Стороны заключили соглашение о железнодорожном транзите. Беларусь стала частью Северной распределительной сети, по которой осуществлялся транзит невоенных грузов в Афганистан в рамках операции Международных сил содействия и безопасности. В 2013 году было заключено дополнительное соглашение, расширяющее условия предыдущих договоренностей о транзите бронетехники стран НАТО.
В июле 2012 года (продлён в 2014) был утверждён новый пакет на 16 целей. В рамках их сторонами регулярно проводились учебно-полевые сборы с постоянным и переменным составом миротворческой роты 103-й гвардейской отдельной мобильной бригады, а также курсы по английского языка и основ миротворческой деятельности в Военной академии Республики Беларусь.
В 2014 году состоялся визит в штаб-квартиру НАТО в Брюсселе белорусской делегации во главе с начальником департамента международного военного сотрудничества министерства обороны. Было согласовано партнерство на 2014—2015 годы в рамках «Процесса планирования», оценены силы программы «Партнёрство во имя мира» и перспективы развития сотрудничества.
В 2019 году, после очередного обострения белорусско-российских отношений, президент Беларуси Александр Лукашенко призвал к улучшению отношений с НАТО и снял ограничения для американских дипломатов (действовавшее с 2008 года). «Вы не пускаете нашу продукцию на свой рынок, называете нас нахлебниками, давите на нас везде, где можете» — заявил Лукашенко по поводу последовавшей «истерики» Москвы.

## Конфликты
Отношения Республики Беларусь с НАТО и западными державами в целом остаются сложными. В 1999 году на фоне бомбардировок Югославии отношения были заморожены. Первое серьёзное обострение произошло после президентских выборов 2006 года. Следующий виток противостояния произошёл в 2020—2021 годах на фоне белорусских протестов, инцидентом с самолётом Ryanair и наращивания военной группировки НАТО вдоль белорусских границ.
В связи с вторжением России на Украину в 2022 году, в Беларуси неожиданно заявили о готовности сотрудничать с НАТО.